# Heinrich Wichmann (Architekt)

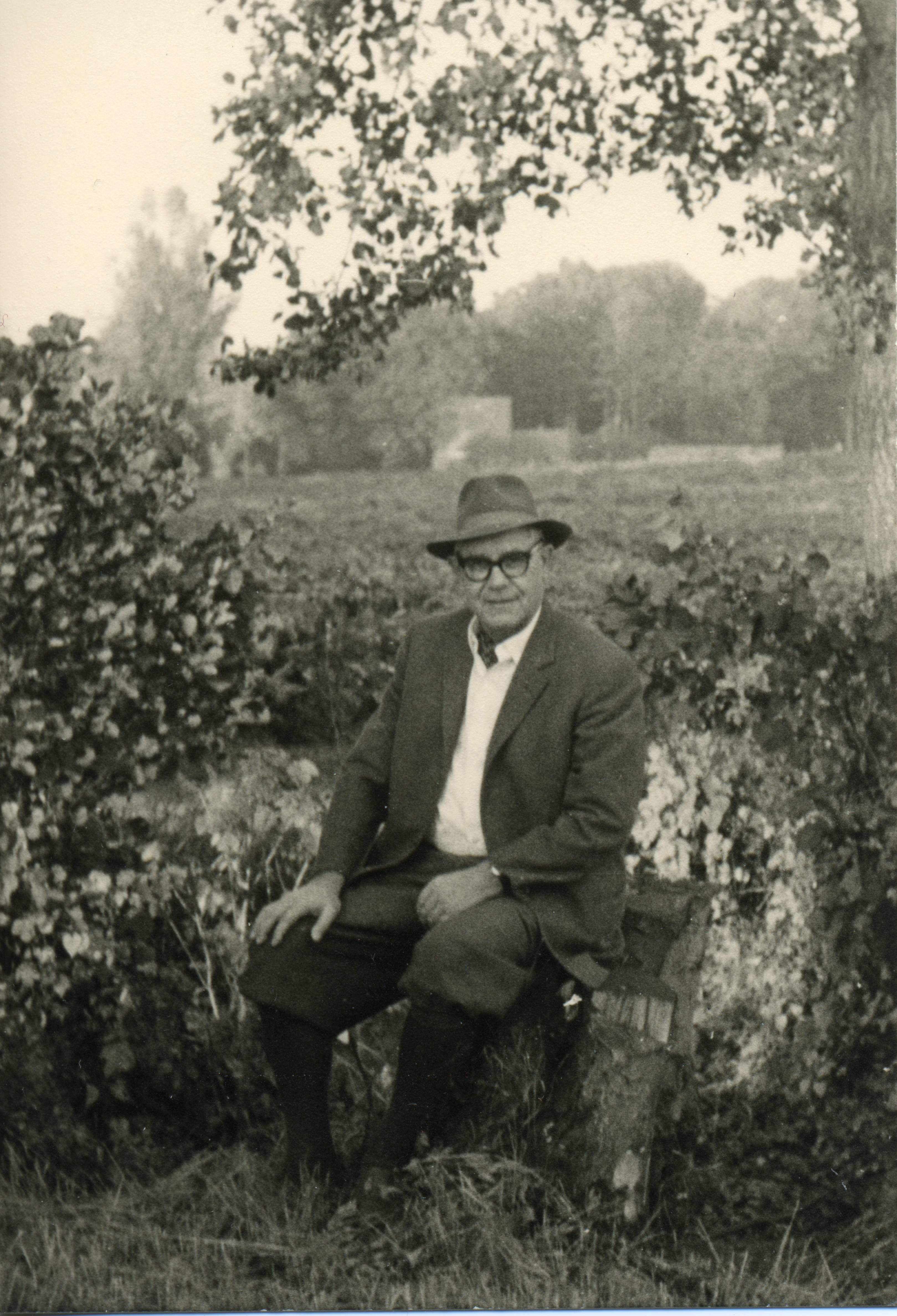
Heinrich Wichmann, 1959

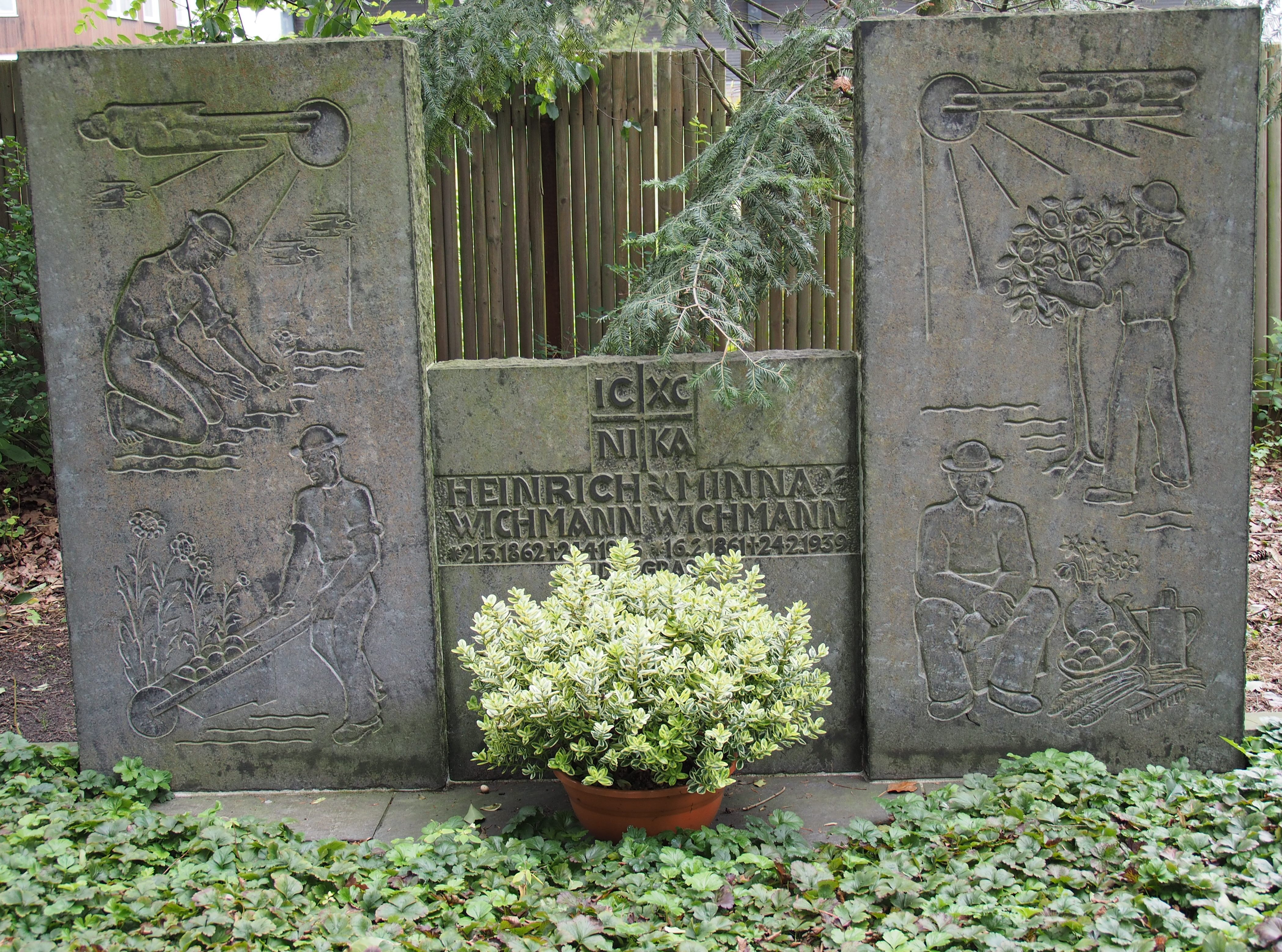
Grabmal der Familie Wichmann auf dem Kirchhof Celle-Neuenhäusen

Heinrich Wichmann (* 16. Mai 1898 in Celle; † 8. April 1962) war ein deutscher Architekt, Projektentwickler und Bauunternehmer.

## Leben
Heinrich Wichmann wurde als Sohn einer Gärtnerfamilie am 16. Mai 1898 in Celle geboren, deren „Kunst- und Handelsgärtnerei“ der gleichnamige Unternehmer Heinrich Wichmann kurz zuvor 1897 unter der Adresse Tannholzweg 1–3 gegründet hatte.
Um 1920/1925 ging Wichmann nach Berlin, wo er im Büro des Architekten Peter Behrens arbeitete.
In Weimar machte sich Heinrich Wichmann 1926 mit einem Architekturbüro selbständig und arbeitete dort nach den Ideen des Bauhauses. 1927 verlegte er seinen Wohnsitz nach Dresden, wo er vor allem im mitteldeutschen Raum Lichtspieltheater, Verwaltungsgebäude, Großgastronomie- und Industrieanlagen entwarf.
1929 wurde Wichmann in den Vorstand der Landesgruppe IV (Sachsen) des Bundes Deutscher Architekten gewählt.
Nach einem gewonnenen Architektenwettbewerb gestaltete Wichmann von 1934 bis 1935 die Stadtsparkasse Celle neu.
Wichmann gründete am 28. August 1936 in Bautzen die Lausitzer Baugesellschaft. Der Gründungsvertrag wurde von Wichmann und den dort tätigen Handwerks- und Baumeistern Heinrich Mirtschin, Richard Hummitzsch, Max Blümel, Gerhard Putschke, Richard Sommer, August Kielmann, Manfred Adler, Alfred Straßburger, Kurt Malschie, Georg Wiegand und Josef Patzek unterzeichnet. Dieses Unternehmen bildete den Beginn der späteren Wichmann-Unternehmensgruppe und errichtete bis zum Beginn des Zweiten Weltkriegs zahlreiche Wohnungen. Insbesondere die 1936 in Bautzen errichtete Siedlung Spittelwiese entwickelte sich zu einer Mustersiedlung für Sachsen.
In den Jahren von 1952 bis 1954 gründete er das als GmbH organisierte Unternehmen Regie- und Wirtschaftsbau. Bei den am Bau zu beteiligenden Unternehmern und Handwerkern stießen Wichmanns Forderungen nach Rationalisierung, Mechanisierung und Typisierung anfangs auf massive Widerstände. Doch aufgrund des Wohnraummangels in Celle machte sich Wichmann weniger als Vertreter des Neuen Bauens einen Namen, sondern als Vorkämpfer des „Bauwirtschaftsfunktionalismus“ der 1950er und 1960er Jahre und schließlich als einer der großen Wohnungsbau-Pioniere der Nachkriegszeit in Celle.

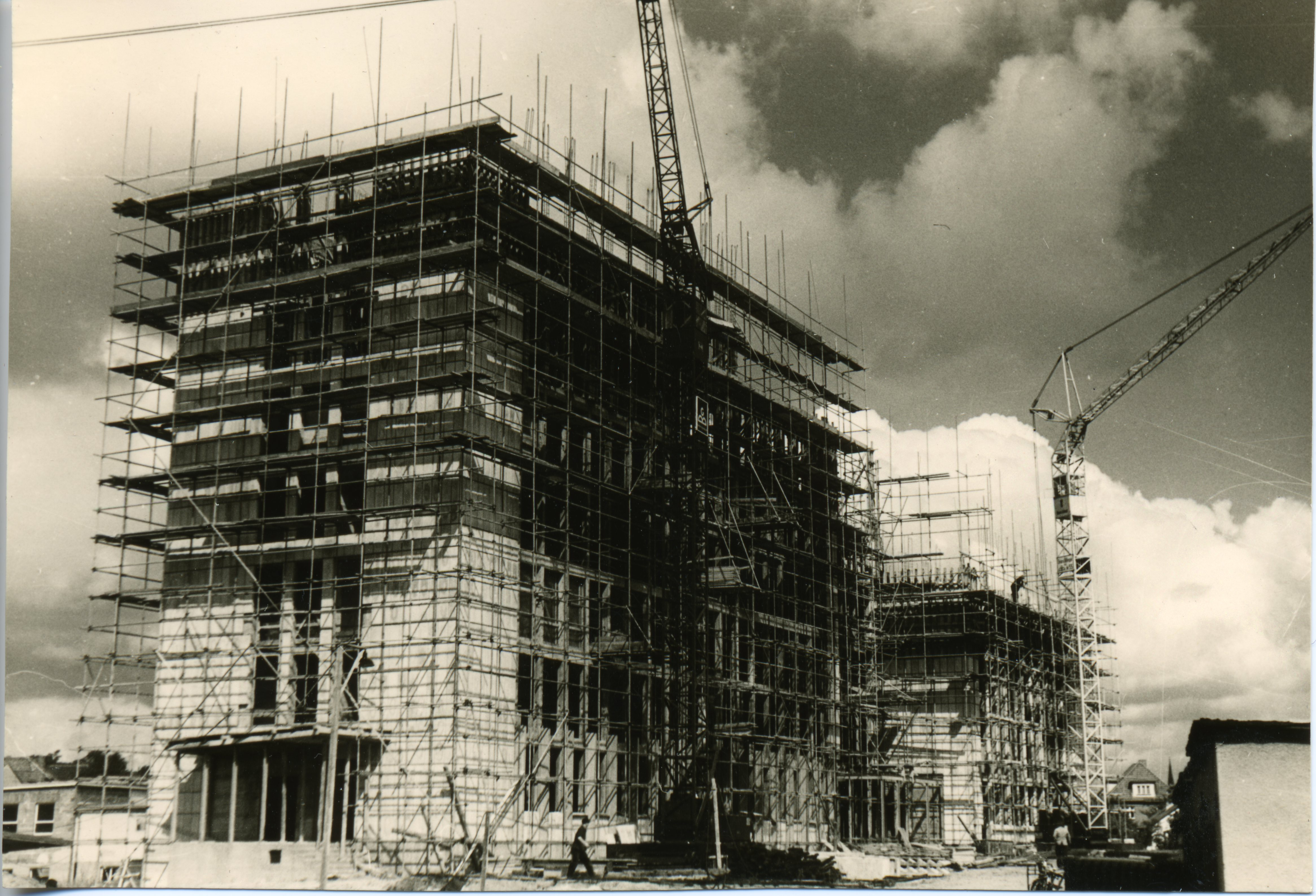
Mobil-Oil-Hochhaus im Bau

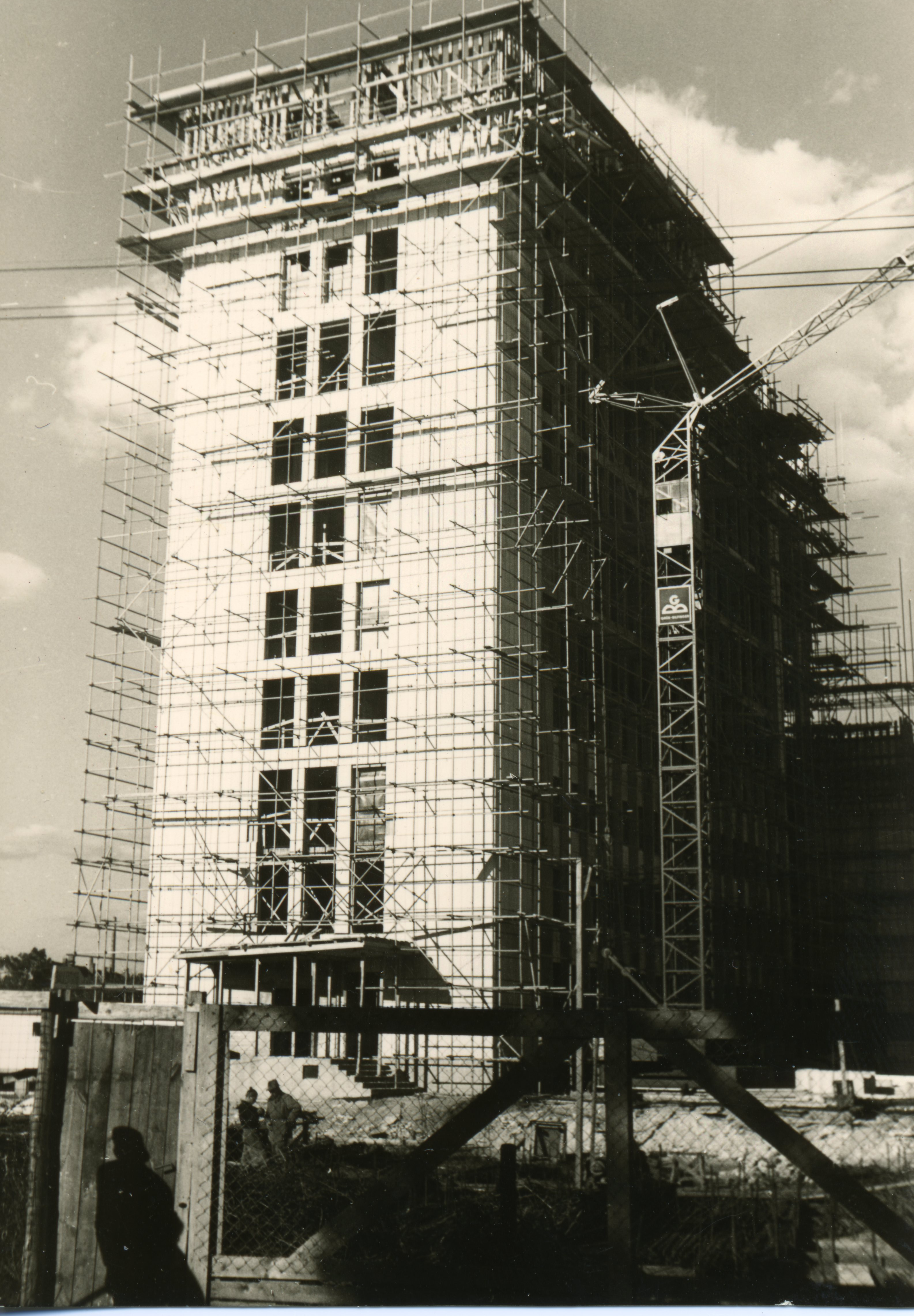
Mobil-Oil-Hochhaus

1958 wurde das nach Wichmanns Plänen in Celle errichtete Mobil-Oil-Hochhaus eingeweiht, das als erstes Hochhaus im Gebiet der Lüneburger Heide gilt.
Heinrich Wichmann starb am 8. April 1962. Posthum wurden die von ihm entworfenen Hochhäuser am Lauensteinplatz und am Vorwerker Platz in Celle in den Jahren 1962 und 1963 vollendet.
Nach dem Tod des Unternehmensgründers erhielt die Wichmann-Gruppe im Jahr 1965 ihre spätere Rechtsform mit der Muttergesellschaft Wichmann GmbH & Co. KG und den Tochtergesellschaften Regiebau GmbH (gegründet 1936) und Wirtschaftsbau GmbH (gegründet 1954).

## Weitere Bauten (Auswahl)
- Für die denkmalgeschützte Grundschule An der Masch in Lehrte, am Zweiten Schulbau unter der Adresse An der Masch 2,[4] auch „Volksschule I“ und „Grundschule I“ genannt
  - 1955: Erster Erweiterungsbau;
  - 1964–1965: Zweiter Erweiterungsbau[5]